# Odontomantis buehleri
Odontomantis buehleri es una especie de mantis de la familia Hymenopodidae.

## Distribución geográfica
Se encuentra en Sumba.